# Perry (ville, New York)
Pour les articles homonymes, voir Perry.
Ne doit pas être confondu avec Perry (village, New York).
Perry est une ville du comté de Wyoming, dans l'État de New York, aux États-Unis,. En 2010, elle compte une population de 4 616 habitants.

## Démographie
Lors du recensement de 2010, la ville comptait une population de 4 616 habitants, tandis qu'en 2016, elle est estimée à 4 402 habitants.